# Shakin' Stevens
Shakin' Stevens (Cardiff, 4 de Março de 1948), nome artístico de Michael Barrett, é um cantor galês que segue o estilo de rockabilly de Elvis Presley, surgiu no início dos anos 80 e logo despontou em sucesso, algumas músicas: "You Drive me Crazy", "Cry Just a Little Bit", "Love Attack" entre outras, atingiu mais sucesso na Europa, nas Américas, "You Drive me Crazy" e "Give Me Your Heart Tonight" são suas músicas de maior expressão.